# Zdravotnická záchranná služba
Zdravotnická záchranná služba (ZZS) zajišťuje odbornou přednemocniční neodkladnou péči. Tísňová linka ZZS má v Česku a na Slovensku číslo 155. Pro prevenci zatěžování tísňové linky slouží od roku 2010 bezplatné číslo 800 888 155.

## Přednemocniční neodkladná péče

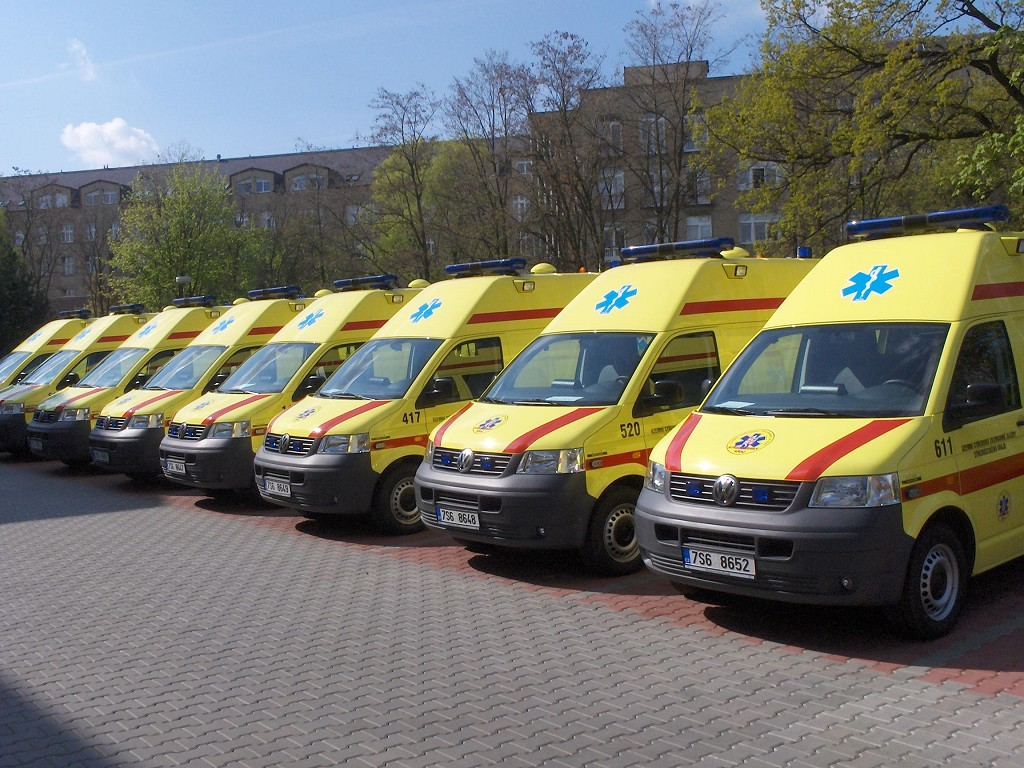
Sanitní vozidla Volkswagen Transporter T5 Zdravotnické záchranné služby Středočeského kraje, nejrozšířenější typ sanitního vozidla v Česku

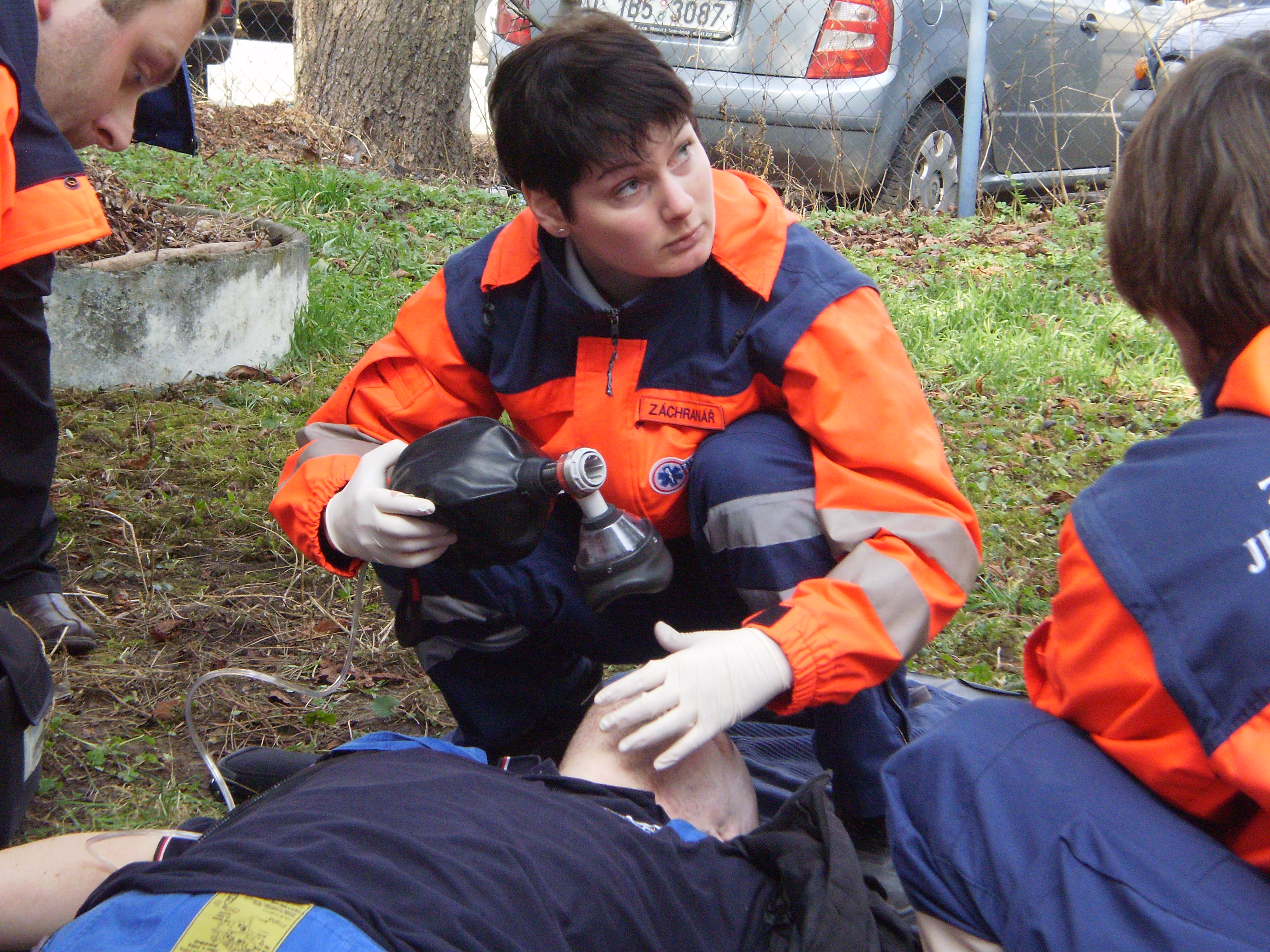
Záchranářka Zdravotnické záchranné služby Jihomoravského kraje

Přednemocniční neodkladná péče (PNP) je definována jako péče o postižené na místě jejich úrazu nebo náhlého onemocnění, v průběhu jejich transportu k dalšímu odbornému ošetření a při jejich předání do zdravotnického zařízení.
PNP je poskytována při stavech, které:
- bezprostředně ohrožují život postiženého
- způsobí bez rychlého poskytnutí odborné první pomoci trvalé následky
- mohou vést prohlubováním chorobných změn k náhlé smrti
- působí náhlé utrpení a bolest
- působí změny chování a jednání, ohrožující postiženého nebo jeho okolí

## Výjezdové skupiny
Přednemocniční neodkladnou péči zajišťují výjezdové skupiny:
- rychlá zdravotnická pomoc (RZP), v níž je nejméně dvoučlenná posádka ve složení řidič-záchranář a zdravotnický záchranář

- rychlá lékařská pomoc (RLP), s nejméně tříčlennou posádkou ve složení řidič-záchranář, zdravotnický záchranář a lékař (min. 1 atestace v oboru chirurgie, vnitřní lékařství, všeobecné lékařství, anesteziologie a resuscitace nebo pediatrie, avšak nejvhodnější je atestace v oboru urgentní medicína)

- rychlá lékařská pomoc v systému Rendez-Vous[3] (RV) s nejméně dvoučlennou posádkou ve složení řidič-záchranář a lékař, která pracuje nejčastěji v součinnosti s výjezdovými skupinami rychlé zdravotnické pomoci ve víceúrovňovém setkávacím systému

- letecká záchranná služba (LZS), v níž je zdravotnická část osádky nejméně dvoučlenná ve složení zdravotnický záchranář a lékař.

Rozhodnutí o vyslání jednotlivých výjezdových skupin je výhradně v kompetenci operátora. V případech, kdy reálně hrozí nebo došlo k selhání základních životních funkcí (dýchání, krevní oběh, vědomí), je na místo události vysílána posádka RLP nebo LZS. V ostatních případech může být pacient kvalifikovaně ošetřen posádkou RZP.
PNP je garantována státem a hrazena ze státního rozpočtu a zdravotního pojištění. V roce 2010 bylo na území České republiky dislokováno celkem 503 výjezdových skupin zdravotnické záchranné služby rozmístěných na 280 výjezdových stanovištích. Z tohoto počtu bylo 10 skupin leteckých. Podle statistik Asociace zdravotnických záchranných služeb bylo v roce 2011 provedeno celkem 851 289 výjezdů posádek zdravotnických záchranných služeb. Největší počet výjezdů byl zaznamenán v Praze, nejméně výjezdů pak bylo provedeno v Karlovarském kraji. V roce 2012 zaznamenaly posádky zdravotnických záchranných služeb přibližně 788 tisíc výjezdů.

## Další činnosti

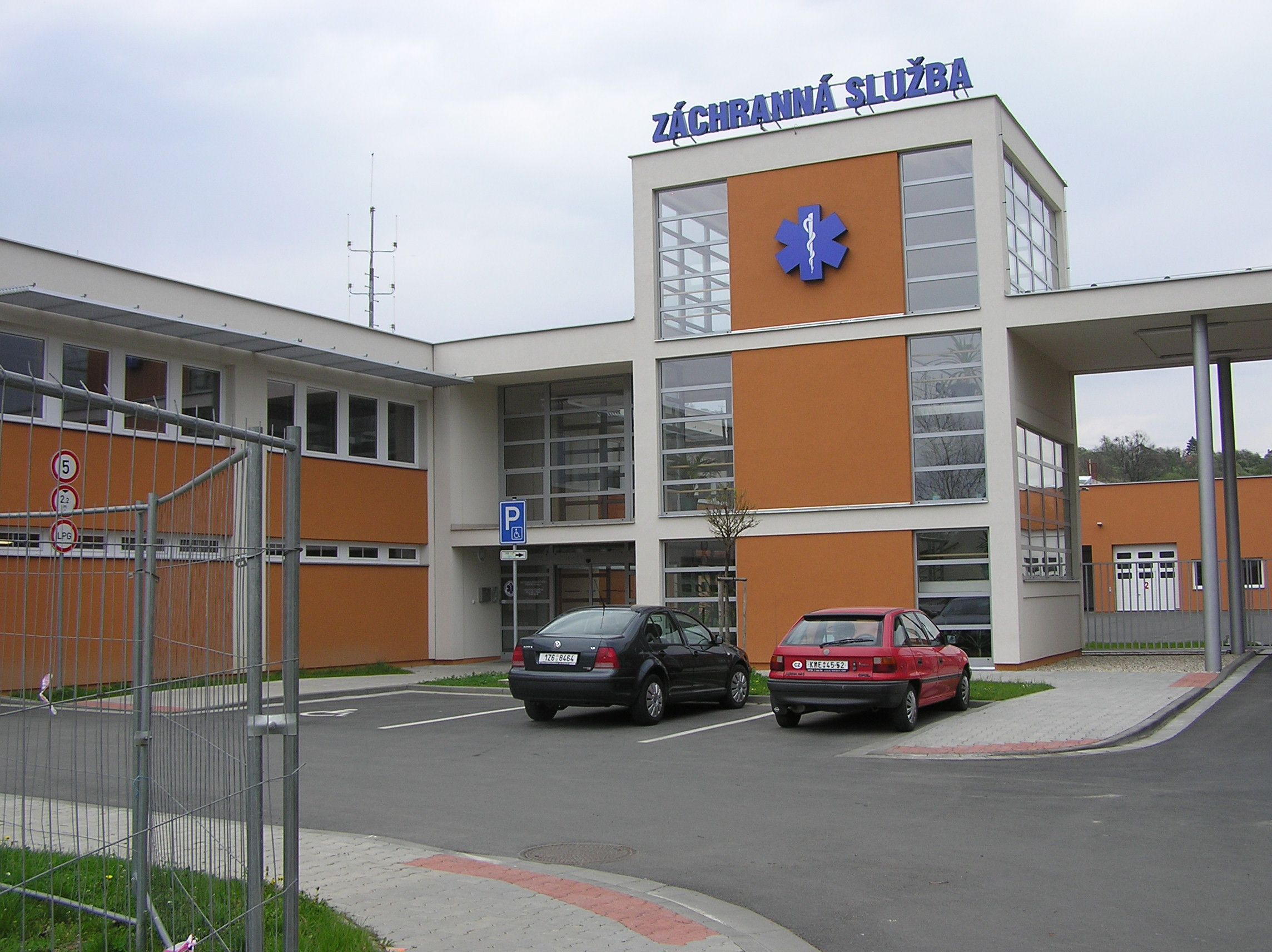
Krajské operační středisko, ředitelství a výjezdové stanoviště ve Zlíně

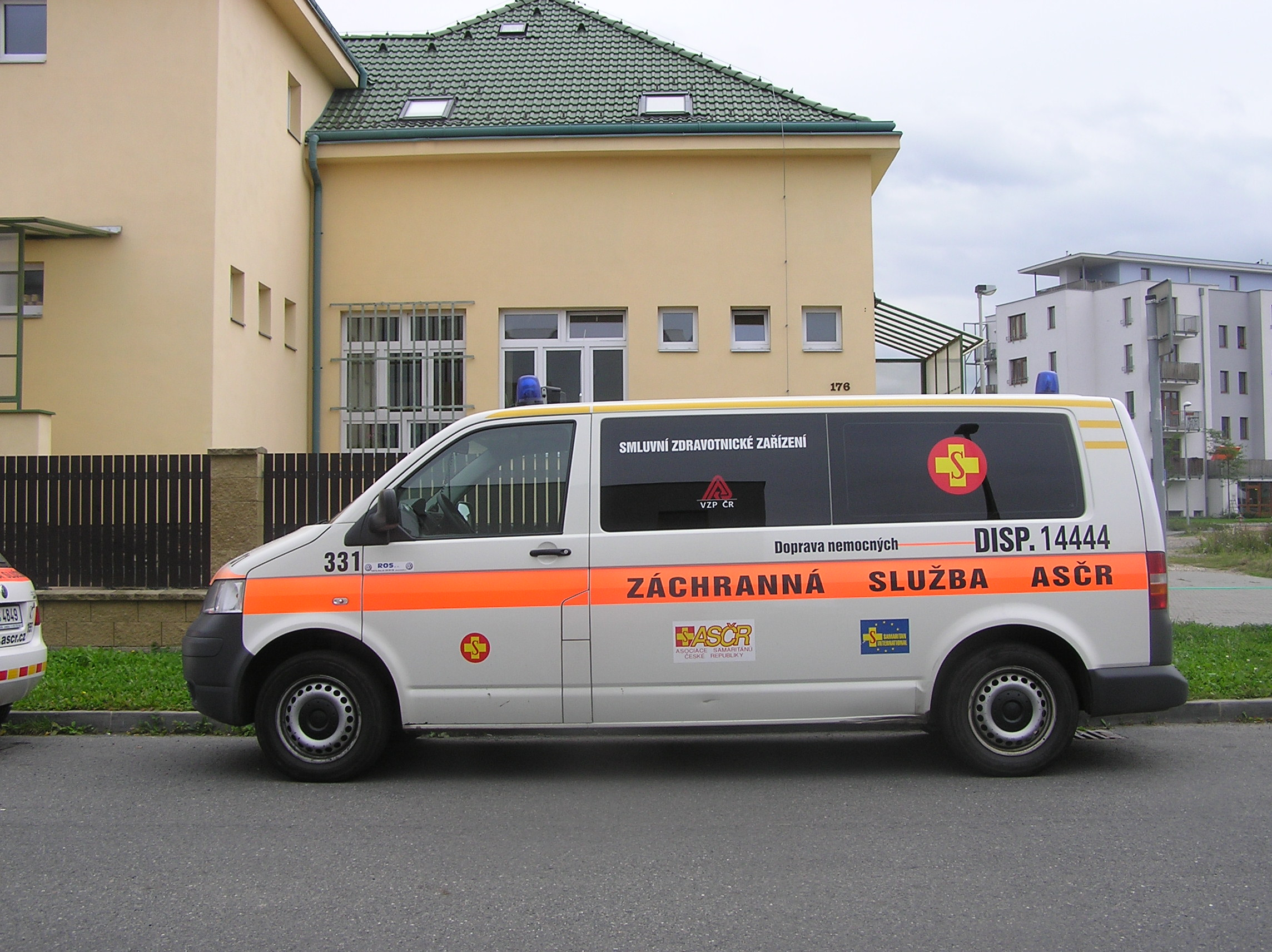
Sanitní vozidlo třídy A pro službu DRNR

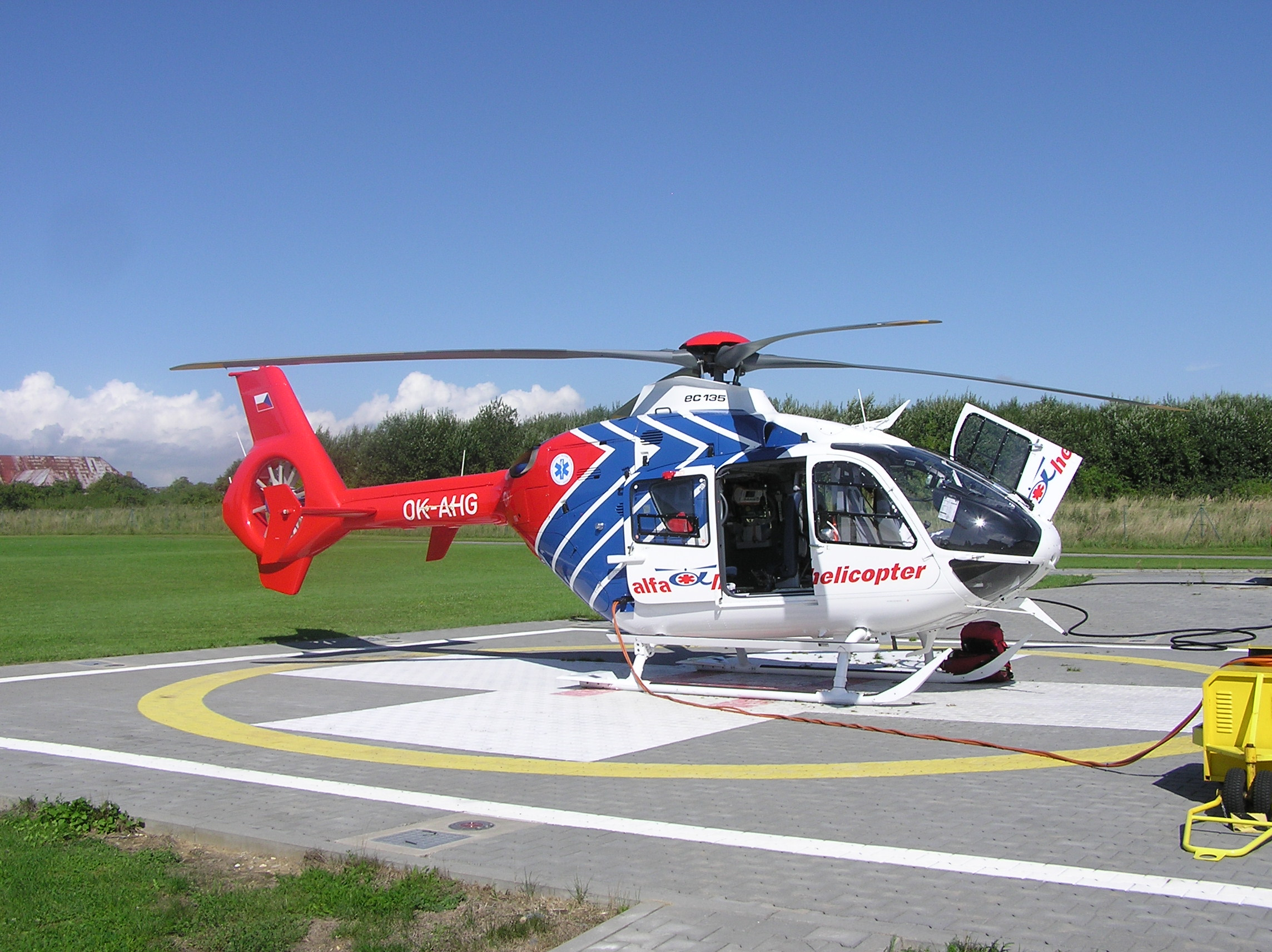
Kryštof 09, volací znak vrtulníku letecké záchranné služby v Olomouckém kraji

- zdravotnická operační střediska – kvalifikovaný příjem, zpracování, vyhodnocení a předaní tísňových výzev
- doprava raněných, nemocných a rodiček (DRNR)
- doprava související s transplantační činností
- doprava materiálů pro radiologii, vyžadujících zvláštní podmínky přepravy
- rychlá doprava krve
- repatriační transporty raněných a nemocných z a do zahraničí
- přednemocniční neodkladná péče při hromadných neštěstích a katastrofách
- spolupráce s dalšími složkami integrovaného záchranného systému (IZS): hasiči, policie, Horská služba
- výuková činnost v poskytování odborné přednemocniční péče

### Doprava raněných, nemocných a rodiček
Převozová služba DRNR (doprava raněných, nemocných a rodiček) zajišťuje převozovou službu pacientů z domova do zdravotnického zařízení a zpět, případně mezi dvěma zdravotnickými zařízeními. Pro potřeby služby DRNR bývá užíváno sanitních vozidel třídy A1 nebo A2. Jediným členem posádky DRNR bývá řidič. Převozovou službu poskytují většinou soukromé firmy nebo některé nemocnice, avšak v některých místech ji zajišťují i samotné záchranné služby.

### Lékařská pohotovostní služba
Zdravotnické záchranné služby zajišťují i nadále na území České republiky provoz LPS (lékařské pohotovostní služby). Do roku 2006 byla LPS zajišťována záchrannými službami celoplošně, dnes se o tuto službu dělí v mnoha regionech se spádovými nemocnicemi. LPS poskytuje v nezbytném rozsahu ambulantní péči občanům v případech náhlého onemocnění nebo zhoršení zdravotního stavu v době mimo pravidelný provoz ordinací praktických lékařů (obvykle v nočních hodinách a mimopracovních dnech). Od 1. ledna 2008 je zpoplatněna částkou 90 Kč.
Některé záchranné služby zajišťují také provoz protialkoholních záchytných stanic.

### Letecká záchranná služba
Letecká záchranná služba (LZS) hraje v systému poskytování přednemocniční neodkladné péče důležitou roli. Česko je pokryto sítí 10 stanic letecké záchranné služby. Osm stanic provozují soukromí provozovatelé (společnosti DSA a Alfa Helicopter), jednu stanici provozuje Armáda ČR a jednu Letecká služba Policie ČR. Leteckou záchrannou službu jako takovou nezajišťují tedy jednotlivé krajské příspěvkové organizace. Územní záchranné služby zajišťují pouze zdravotnickou část osádky LZS, piloti a ostatní techničtí pracovníci jsou zaměstnanci provozovatelů. Výjimku tak tvoří pouze letecká záchranná služba v Plzeňském kraji (Kryštof 07), kde je i zdravotnická část osádky součástí Armády ČR.

## Zřizovatelé zdravotnických záchranných služeb

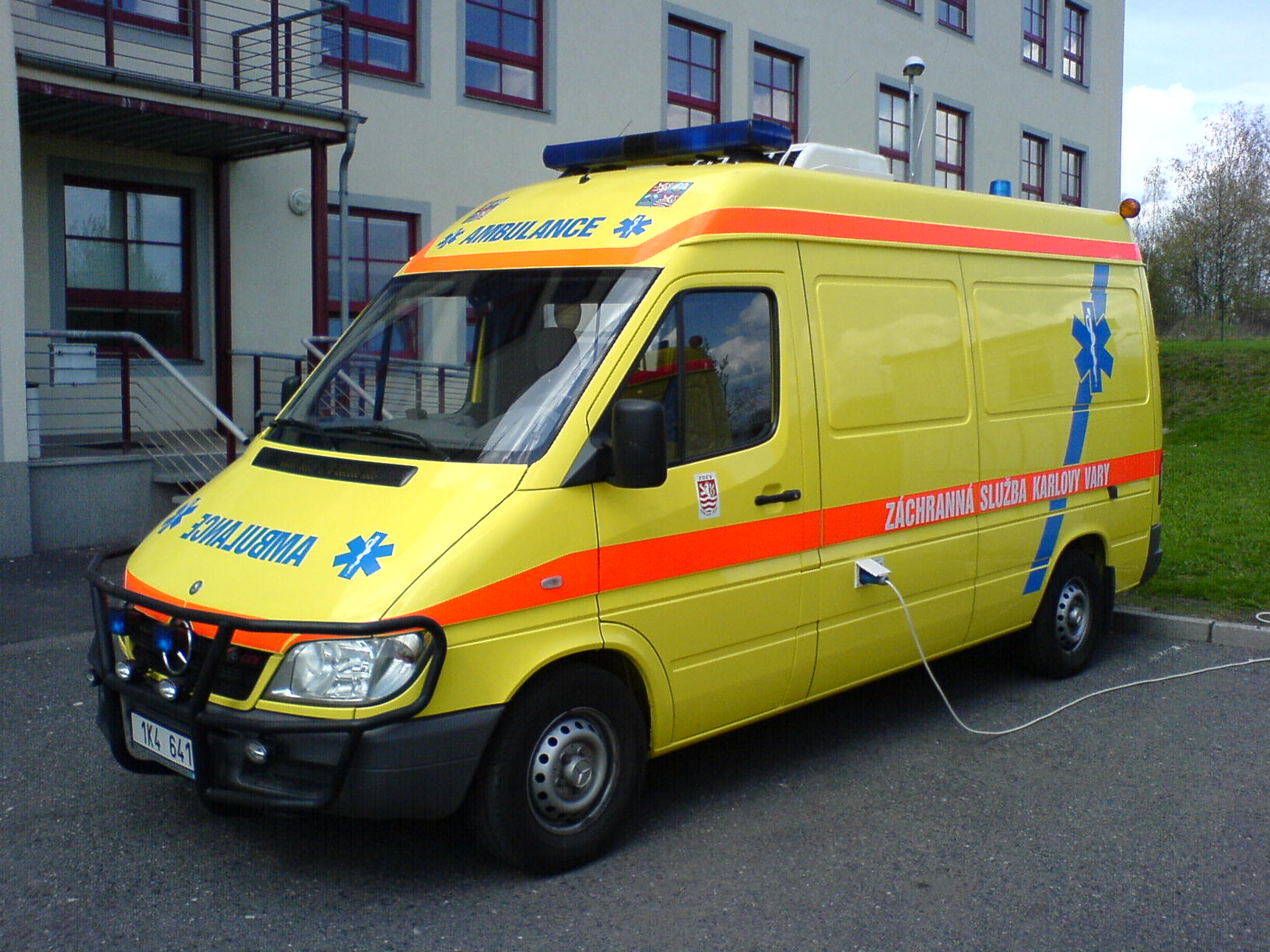
Sanitní vozidlo Zdravotnické záchranné služby Karlovarského kraje

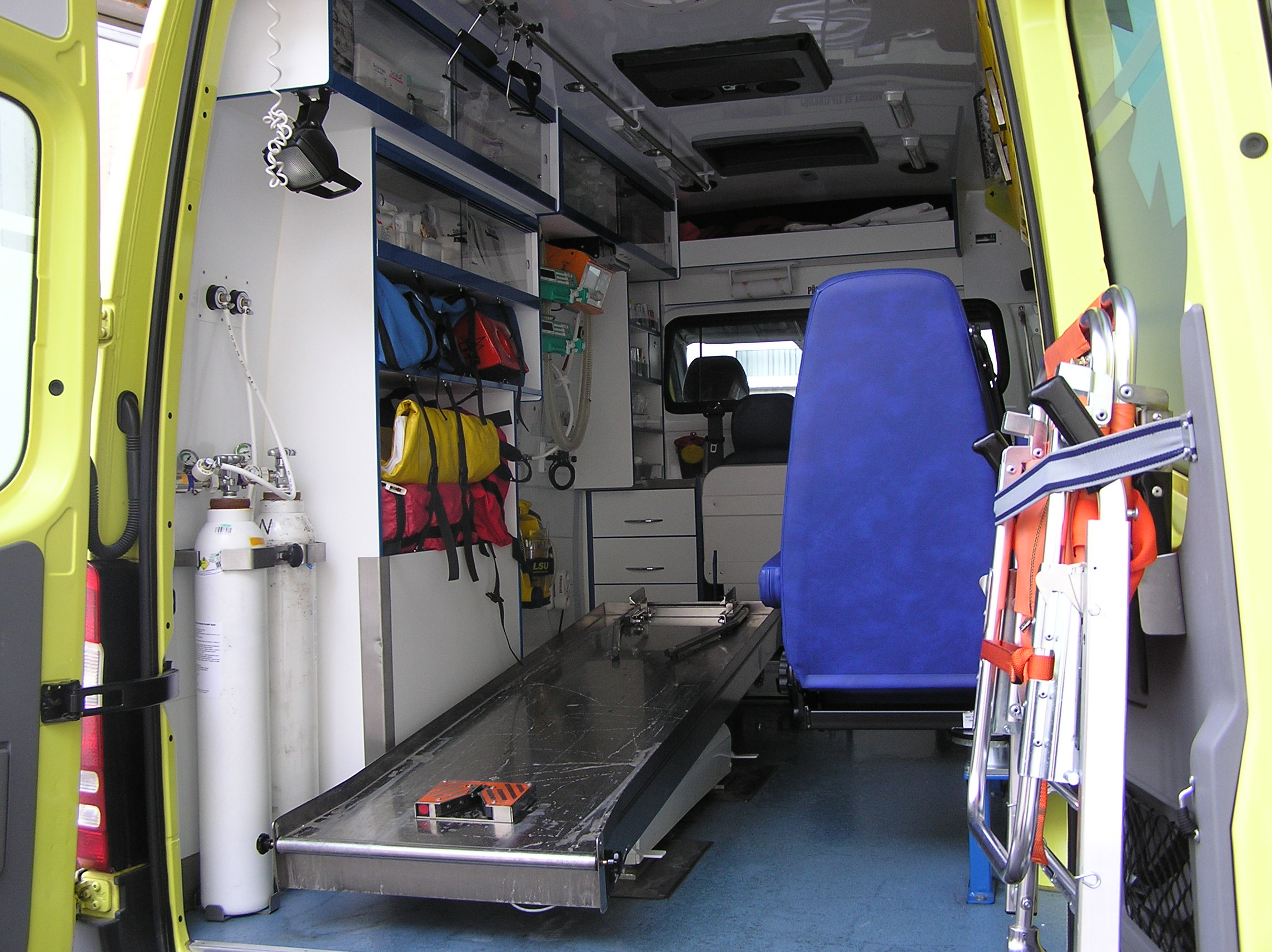
Pohled na vnitřní zástavbu sanitního vozidla Zdravotnické záchranné služby Moravskoslezského kraje

Zdravotnická záchranná služba není v Česku zajišťována soukromými organizacemi, ale příspěvkovými organizacemi zřizovanými krajskými úřady. Zdravotnická záchranná služba má tak charakter služby garantované státem a spravované prostřednictvím samosprávných krajů. Na některých místech Česka provozují záchrannou službu i nestátní organizace, avšak přednemocniční neodkladná péče je zajištěna smluvně s územní záchrannou službou příslušného kraje nebo jsou výjezdové skupiny zařazeny do systému poskytování odborné přednemocniční neodkladné péče podle zákona 240/2000 Sb. o krizovém řízení.

### Seznam záchranných služeb v Česku
Následující seznam zahrnuje pouze organizace, které zajišťují odbornou přednemocniční neodkladnou péči na některém z výjezdových stanovišť.
| Záchranná služba                                      | Odkaz |
| Zdravotnická záchranná služba hlavního města Prahy    |       |
| Zdravotnická záchranná služba Středočeského kraje     |       |
| Zdravotnická záchranná služba Jihočeského kraje       |       |
| Zdravotnická záchranná služba Plzeňského kraje        |       |
| Zdravotnická záchranná služba Karlovarského kraje     |       |
| Zdravotnická záchranná služba Ústeckého kraje         |       |
| Zdravotnická záchranná služba Libereckého kraje       |       |
| Zdravotnická záchranná služba Královéhradeckého kraje |       |
| Zdravotnická záchranná služba Pardubického kraje      |       |
| Zdravotnická záchranná služba Kraje Vysočina          |       |
| Zdravotnická záchranná služba Jihomoravského kraje    |       |
| Zdravotnická záchranná služba Olomouckého kraje       |       |
| Zdravotnická záchranná služba Zlínského kraje         |       |
| Zdravotnická záchranná služba Moravskoslezského kraje |       |
| Záchranná služba Asociace samaritánů České republiky  |       |
| Trans Hospital                                        |       |
| DZS Přeštice                                          |       |